# Bernardo Riccio
Bernardo Riccio (* 21. März 1985 in Caserta) ist ein italienischer Radrennfahrer.
Bernardo Riccio fuhr 2006 für das italienisch-russische Professional Continental Team Tinkoff Credit Systems als Stagiaire und bekam auch einen regulären Vertrag für die folgende Saison. In seinem ersten Profijahr konnte er eine Etappe beim Clásica Alcobendas sowie die Trofeo Papà Cervi für sich entscheiden. Im Jahr 2011 gewann er im Massensprint zwei Etappen der Tour of South Africa.

## Erfolge
2008
- eine Etappe Clásica Alcobendas

2011
- zwei Etappen Tour of South Africa

## Teams
- 2007 Team Tinkoff Credit Systems (Stagiaire)
- 2008 Team Tinkoff Credit Systems
- 2009 Ceramica Flaminia-Bossini Docce
- 2010 CDC-Cavaliere
- 2011 D’Angelo & Antenucci-Nippo